# 토리곁 세포
토리곁 세포(영어: juxtaglomerular cell, JG cell, 사구체옆 세포) 또는 토리곁 과립 세포(영어: juxtaglomerular granular cell, 사구체옆 과립 세포) 또는 방사구체 세포(傍絲球體 細胞)는 효소인 레닌을 합성, 저장, 분비하는 콩팥의 세포이다. 방사구체 세포는 주로 사구체로 혈액을 운반하는 수입 세동맥(일부는 수출 세동맥)의 벽에 있는 특화된 평활근 세포이다. 레닌을 합성할 때 레닌-안지오텐신계와 콩팥의 자가조절에 중요한 역할을 한다.

## 같이 보기
- 과립구(granulocyte)
- 과립 세포(granule cell)
- 사구체
- 레닌-앤지오텐신 계통